# 台湾扁棉藓
台湾扁棉藓（学名：Glossadelphus alaris）为锦藓科扁棉藓属下的一个种。